# Argeș (flod)
Argeș är en flod i södra Rumänien. Den är 350 km lång och mynnar ut i Donau.
Etymologin bakom namnet Argeș är inte klarlagd. Enligt en teori kommer det av det antika namnet Ὀρδησσός, Ordessus, som nämns av Herodotos. En annan teori gör gällande att Argeș kan härledas från ett petjenegiskt ord, translittererat till rumänska, argiș, som betyder "högre mark".